# Les Lettres portugaises
Pour plus de détails, voir Fiche technique et Distribution.
Les Lettres portugaises est un film historique français réalisé par Bruno François-Boucher, sorti en France le 13 mai 2015. Il est adapté des Lettres portugaises (1669), attribuées selon les sources à l'écrivain Gabriel de Guilleragues ou à Mariana Alcoforado, religieuse portugaise du XVIIe siècle du couvent de Beja (Portugal).
Le film a été sélectionné aux Rencontres internationales du cinéma de patrimoine de Vincennes, au Titanic International Festival de Budapest et à l'Alexandria International Festival for Mediterranean Countries en Égypte.
Il a été tourné au Portugal et à la Collégiale de Bueil-en-Touraine.

## Synopsis
Une actrice s'apprête à entrer en scène pour interpréter le rôle de Mariana Alcoforado, jeune religieuse du couvent de Beja qui écrivit au XVIIe siècle des lettres enflammées à son amant français, l’officier Noël Bouton de Chamilly. L’actrice, devenue Mariana, nous emmène dans un voyage en dehors du temps qui dépasse les frontières de son imaginaire.

## Fiche technique
Sauf indication contraire, les informations mentionnées dans cette section peuvent être confirmées par la base de données cinématographiques IMDb,  présente dans la section « Liens externes ».
- Titre original : Les Lettres portugaises
- Titre anglophone : Letters of a Portuguese Nun
- Réalisation : Bruno François-Boucher
- Scénario : Bruno François-Boucher
- Production : KapFilms (Arnaud Kerneguez)
- Photographie : Jean-Paul Seaulieu
- Décors : Amal Dagher
- Costumes : Marion Fortini
- Son : Stéphane Soye
- Montage : Olivier Mauffroy, Jean Dubreuil
- Mixage : Eric Tisserand
- Pays d'origine :  France
- Format : couleur - Cinéma numérique - 1,85:1
- Langue : français
- Genre : drame
- Durée : 75 minutes
- Date de sortie :
  - France : 13 mai 2015

## Distribution
- Ségolène Point : Mariana Alcoforado
- Nicolas Herman : Noël Bouton de Chamilly

## Musiques
Musiques dirigées et interprétées par l'Academia dos Singulares, bande sonore conçue par Francisco Ricardo sur de la musique portugaise et française de l'époque du texte original.
- Bernardo Pasquini : Folias
- Diogo Dias Melgás : Salve Regina, Memento homo, In jejunio et flectu
- Galharda, anonyme du XVIIe siècle
- Lucas Ruiz de Ribayaz : Espanoletas
- Venid a sospirar, anonyme (Cancioneiro de Elvas),
- Jean de Sainte Colombe : Les Pleurs
- François Couperin : Fantaisie pour deux violes
- Robert de Visée : Prélude
- Con qué lavaré, anonyme (Cancioneiro de Elvas),
- Bartolomeu de Olagué : Xàcaras de primero tono
- Manuel Machado : Paso a paso, Qué bien siente Galatea
- António Marques Lésbio : Ya las sombras de la noche, arrangement Damien Lecerf